# Concarneau
Concarneau é uma comuna francesa na região administrativa da Bretanha, no departamento Finisterra. Estende-se por uma área de 41,04 km². Em 2010 a comuna tinha 20 354 habitantes (densidade: 496 hab./km²).